# Fanto Benzin Aktiengesellschaft

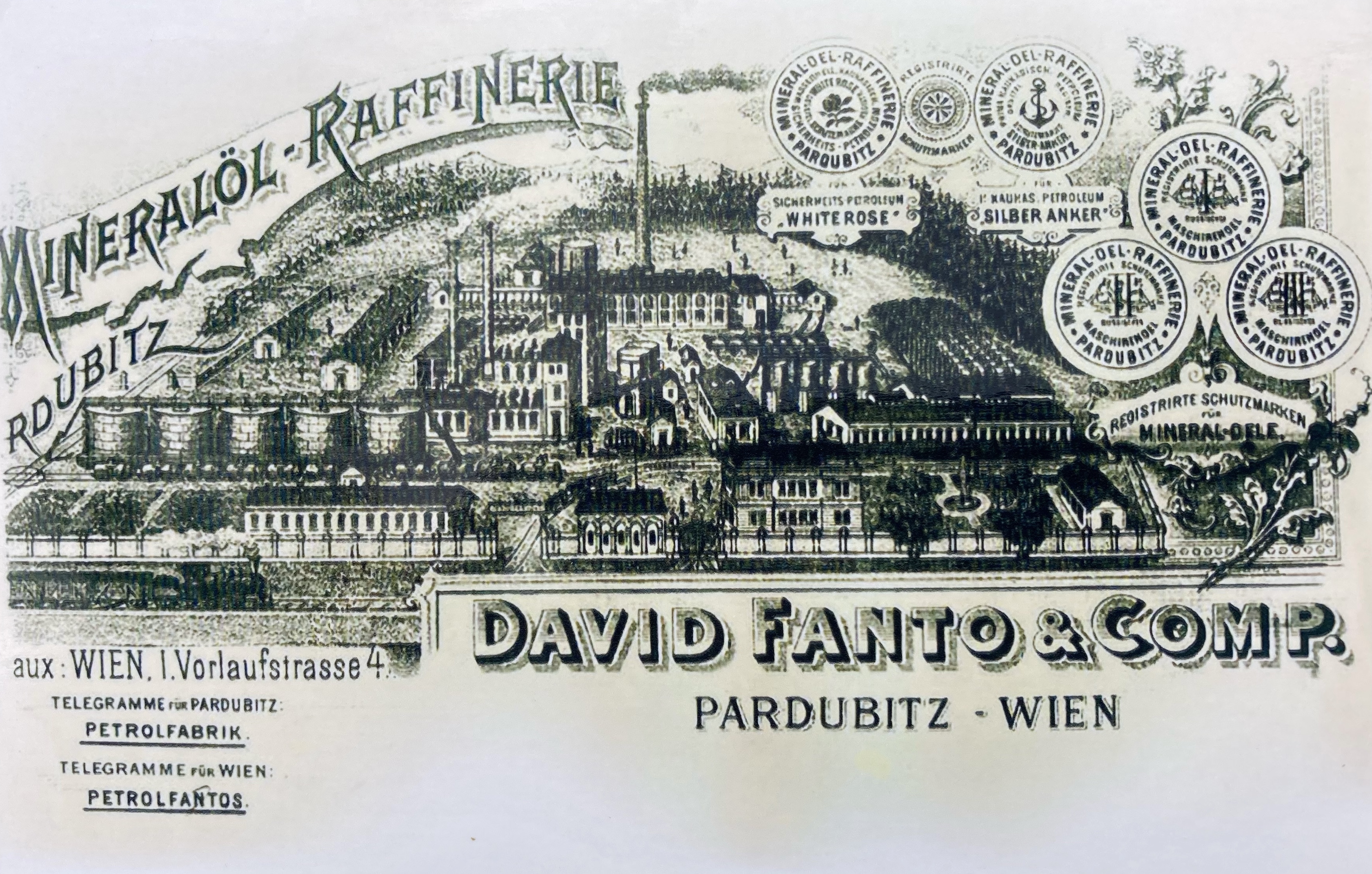
Briefkopf der Mineralölgesellschaft David Fanto & Comp.

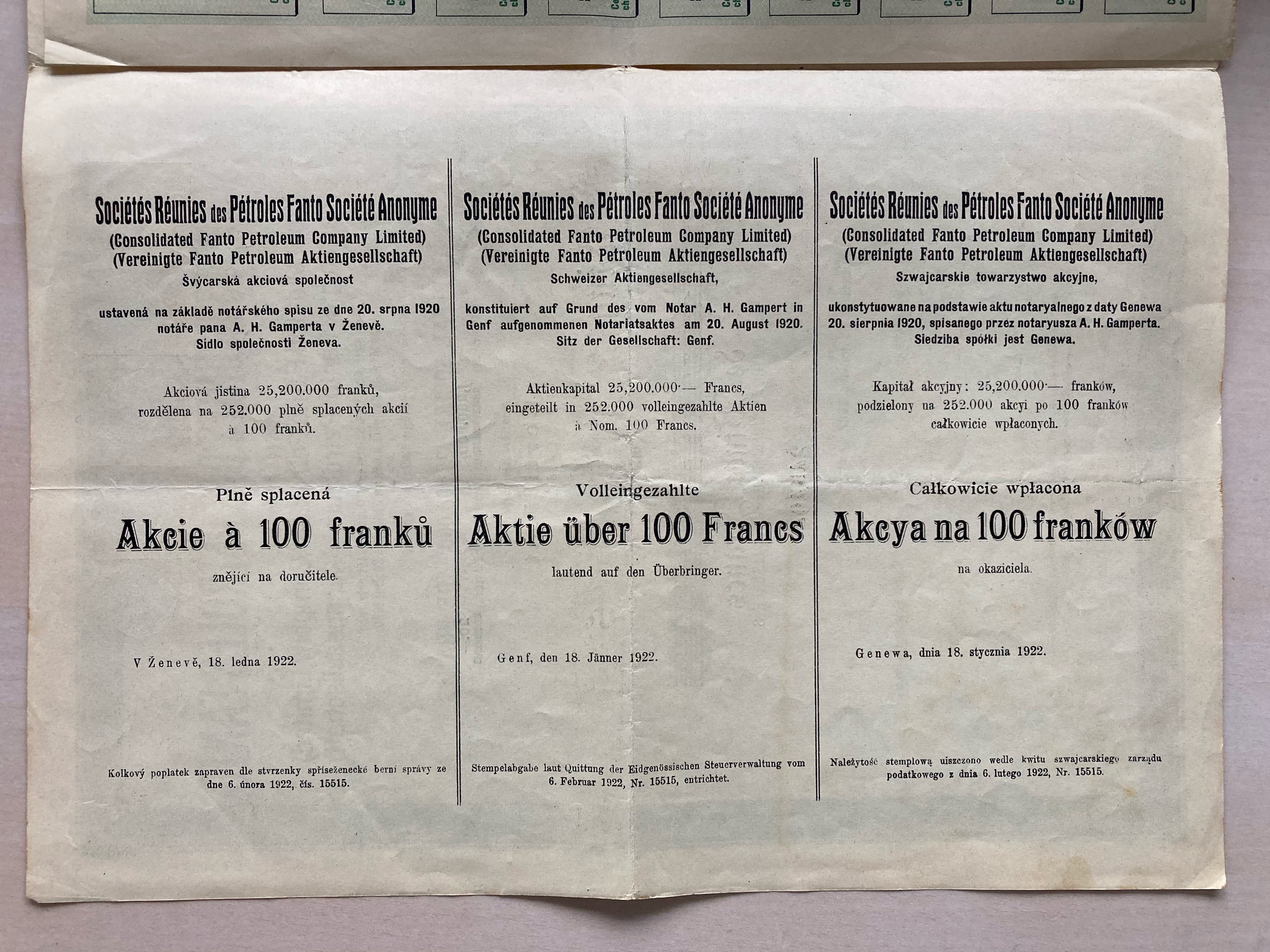
Aktien des Unternehmens

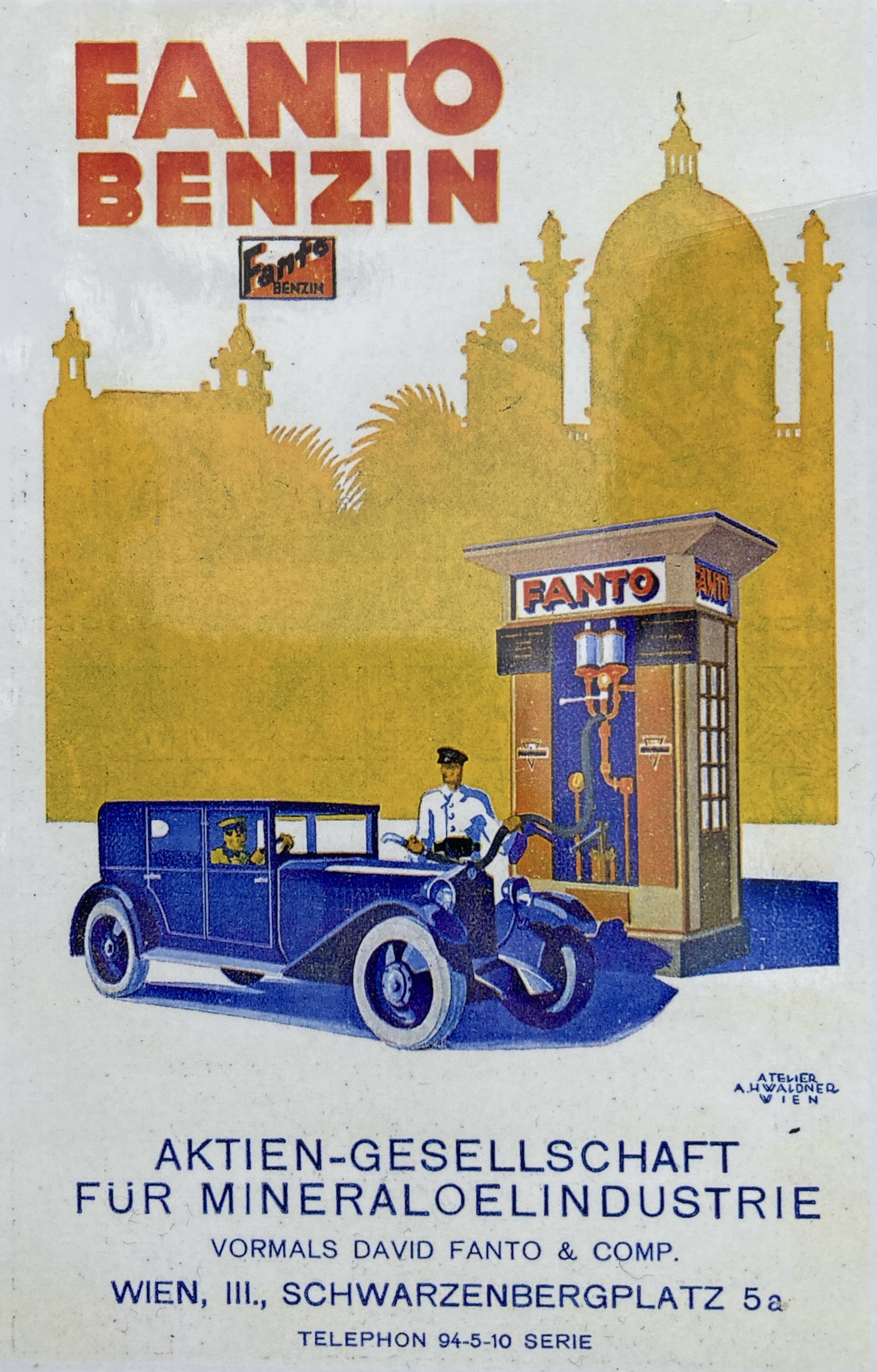
Werbung für Fanto Benzin

Die Firma Fanto Benzin AG bzw. die dahinter stehende Aktiengesellschaft für Mineralölindustrie, vormals David Fanto & Comp. war ein österreichisches Mineralölunternehmen. Noch heute erinnert das Palais Fanto am Schwarzenbergplatz in Wien an die Geschichte der Familie Fanto und ihres Unternehmens.

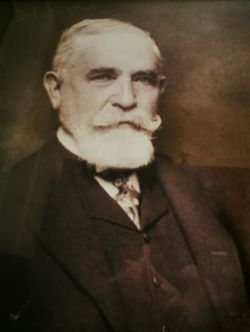
David Fanto im Jahre 1910

## Übersicht
Die vielen Unternehmen des 1878 gegründeten Firmenimperiums der Familie Fanto waren am ehesten unter dem Übernamen Fanto Benzin bekannt, dahinter stand die in Wien ansässige Aktiengesellschaft für Mineralölindustrie, vormals David Fanto & Comp. Sie notierte international auch als Société Réunies des Petroles Fanto S.A. (Holding) mit Sitz in Genf, Consolidated Fanto Petroleum Company Limited und als Vereinigte Fanto Petroleum Aktiengesellschaft. Der Fanto-Konzern besaß zahlreiche Tochterfirmen in Frankreich, Deutschland, Holland, der Schweiz und den ehemaligen Kronländern Österreich-Ungarns. Eine davon war die Galicia – Mineralölprodukte-Vertriebsgesellschaft A.G.
Folgende Firmen und Betriebe gehörten um 1920 zum Firmengeflecht der Société Réunies des Petroles Fanto S.A. respektive Aktiengesellschaft für Mineralölindustrie vorm. David Fanto & Comp.:
- Die Raffinerie in Pardubitz, heute PARAMO a.s.
- Ölquellen in Boryslaw, Tustanowice und Bitkov
- Die „Compagnie des Pétroles Fanto“ in Paris
- Die „Alois G.m.b.H“ in Wien
- Die „L.J. Neumann & Comp“, in Wien
- Die „J. Weinberger & Co“., Wien
- Die „Herzog, Sommer & Comp. GmbH“, Wien
- Das Ölgeschäft der „Obchodni Drustvo GmbH“, in Pilsen
- Das Petruleum Center „Rosenkranc Sprinzel“, in Prag
- Die „Alois Brey Gmbh“ in Prag
- Die „Adalbert Reiss Gmbh“ in Wien
- Die „Nussdorfer Oelfabrik L. Peyerl GmbH“ in Wien
- Die „Gerson Boehm & Rosenthal GmbH“ in Wien
- Die „Galician Petroleum Montan Inc“
- Die Braunkohlenmine „Josefschacht“ nähe Komotau
- Die „Bihar-Szilagyer Oelindustrie, Inc“ in Budapest
- Die „Orsova Petroleumsfabrik A.G.“ in Orșova
- Die „Satoralja Uhjhely Petroleumfabriks A.G.“ in Budapest
- Die „Olea A.G.“ in Budapest
- Die „Forestry Enterprise“ in Vercioroke
- Die „Wohanka & Comp. A.G.“ in Budapest
- Die „Kohlenwerke Mehdia A.G.“
- Die „Vesta Oelindustrie A.G.“ in Budapest
- Die „Mayer & Moller A.G.“ in Budapest
- Die „Chemischen Werke“ in Stuttgart
- Die „Chemischen Werke“ in Stockerau[1]
- Die „Chemical Works“ in Ratisbon
- Die „Donau-Oeltank Lager Gesellschaft“ mit Öllager am Hafen Wien[2]
- Die österreichische „Aqmi AG“
- Die „Deutsche Fanto-Mineralöl-Industrie Ges.m.b.H.“ mit Sitz in Hamburg
- Die „Chemischen Werke „Carbon“ GmbH“ in Ratibor in Polen[2]
- Die „Spółka akcyjna“ in Polen
- Die „N.V. Nederlandsche Aqmi Olie- en Vet-Maat-Schappij“ in Holland
- Die Continentale Motorschifffahrts A.G. (COMOS)
- Die Raffinerie Vösendorf als Hauptproduktionsstätte im heutigen Österreich
- Die Chemische Fabrik und spätere Raffinerie in Rannersdorf[1]

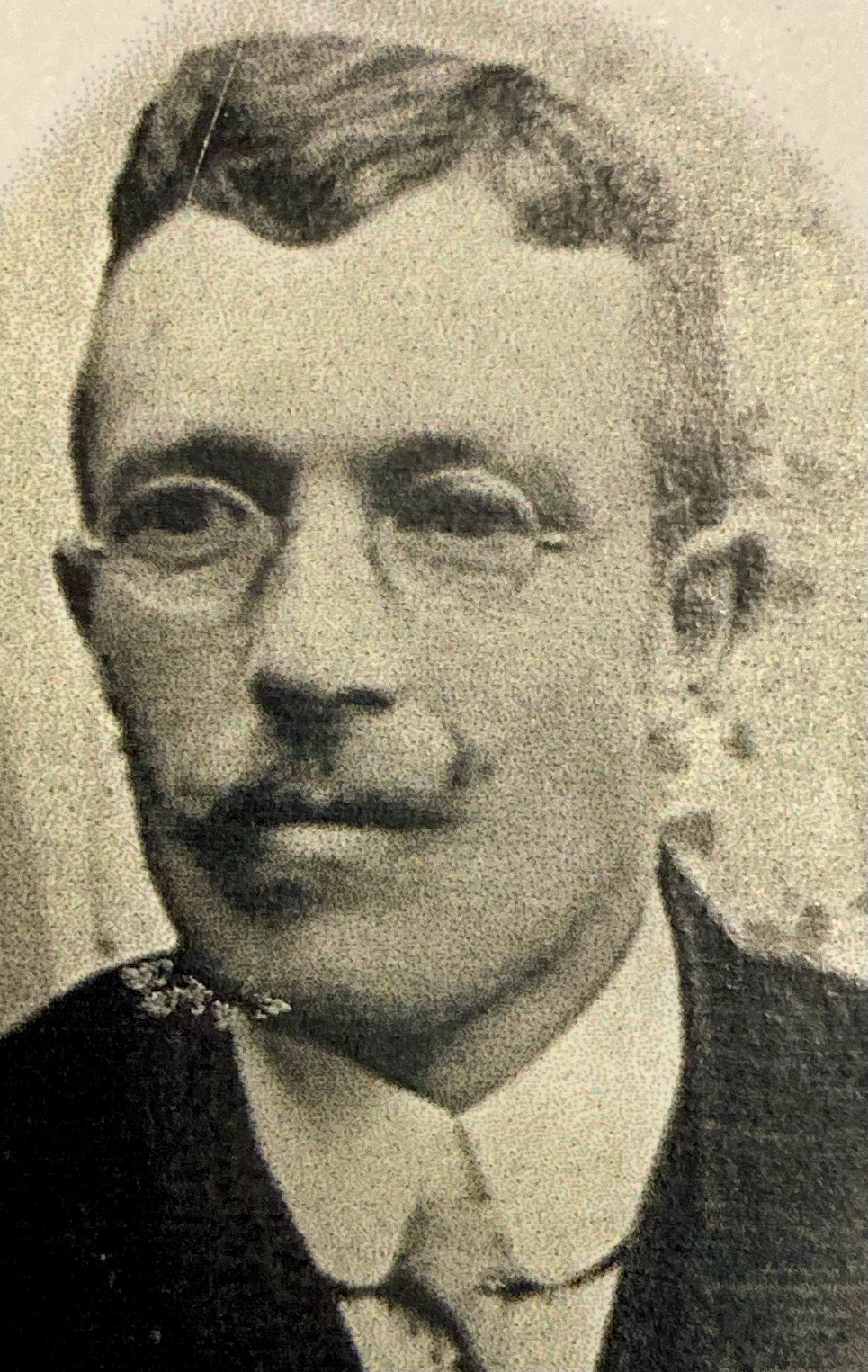
Sigmund Fanto

## Geschichte

### Herkunft und Aufstieg der Familie Fanto
Die Familie Fanto war eine jüdische Wiener Unternehmerfamilie, die in der Spätphase der Habsburgermonarchie eine arrivierte Position erreichte. Die beiden ursprünglich aus Holiče in der heutigen Slowakei stammenden Brüder David Fanto (* 29. Juni 1852) und Sigmund Fanto (* 1. Oktober 1870) wurden die bekanntesten Vertreter der Familie. David Fanto hatte drei Kinder: die Töchter Martha (verh. Schwarz) und Lilly (verehelichte Berndt) sowie den Sohn Richard Fanto. Die Nachfahren leben teilweise in den USA. Sigmund Fanto hinterließ seine Tochter Emma Fanto sowie den Sohn Maximilian Fanto, deren Nachfahren in Deutschland sowie Österreich leben.
Der junge David Fanto wuchs regelrecht ins Petroleumgeschäft hinein, bereits sein Vater Joachim Fanto betrieb ab 1870 gemeinsam mit seinem Sohn Adolph die Firma „Joachim Fanto & Sohn“, in welcher mit Erdöl und Petroleum gehandelt wurde.

Als am 7. Mai 1873 der Wiener Börsenkrach eintrat, wurden Firma und Vermögen von Joachim Fanto vernichtet. Ende November 1874 musste Konkurs eröffnet werden. Das Defizit betrug über 175.000 Gulden. Unter denkbar schwersten Voraussetzungen begann so David Fanto seine selbständige Laufbahn, nach dem er eine Lehre bei einem Petroleumhändler absolviert hatte. Er besuchte von früh bis spät in allen Wiener Vorstädten Kunden, um ihnen Petroleum und Öl gegen sofortige Zahlung zu verkaufen. Das Geschäft wuchs trotz einiger Rückschläge stetig. Die Mitgift seiner Frau in der Höhe von 4000 Gulden ermöglichte das erste große Wachstum des jungen Unternehmens. Der Einstieg von Josef Eisner mit 6000 Gulden Kapital eröffnete den nächsten Schritt, das Geschäft aufzubauen. David Fanto konnte bald schon 10 Fass Petroleum zu einem Betrag von 6000 bis 7000 Gulden gegen achttägigen Kredit verkaufen, kurze Zeit später bereits einen ganzen Waggon mit Ölfässern direkt von Bremen beziehen. Bald waren es schon 700 Fässer, kaufmännisches Geschick und Glück kamen dazu und so entstand nach und nach ein Firmenimperium.
„Im ehemaligen Café Steinböck in der Leopoldstadt an der Ferdinandsbrücke war die sogenannte Petroleumbörse, dort versammelten sich täglich um 2 Uhr Nachmittag die Petroleumhändler und Verkäufer, ebenso die Vertreter und die Agenten der ausländischen Häuser. Durch die fortwährende Steigerung dieses Artikels ermutigt, hatte David Fanto für seine damaligen Verhältnisse viel Petroleum in Bremen gekauft, so dass er eines Tages, am 30. Dezember 1876 über 700 Fass Petroleum verfügen konnte. An diesem Tag war der Preis für den Wiener Container gleich 50 kg Petroleum in Wien auf 36 Gulden ab Bahn gestiegen. Gegen halb drei kamen gewöhnlich die Agenten aus Bremen, auch Herr Dub kam und meldete, in Bremen sei wilde Hausse und der Preis sei auf 46 Mark hinaufgeschnellt. Nun entstand auch bei uns eine fürchterliche Aufregung; alles was offeriert wurde ging zu rapid steigenden Preisen in die Hände der Händler und ein Herr Heinrich Wertheimer rief plötzlich: „Ich kaufe Petroleum mit 46 Gulden“. David Fanto war damals der Kleinste und der Jüngste unter den Petroleumhändlern und fragte „welches Quantum kaufen Sie zu diesem Preise?“ – „Von Ihnen nehme ich 600 Fass“ war die ironische Antwort, denn er fand es ungeheuerlich, dass Fanto über soviel prompt verfügbare Ware verfügen könnte. (..) David Fanto war sich seiner Sache ganz sicher; Wertheimer aber, der glaubte, er werde seiner Verpflichtung nicht nachkommen können hatte sich bedungen, dass die Ware am nächsten Morgen von 8 Uhr Früh angefangen, übergeben werde, was Fanto auch zusagte. Mittlerweile kam ein Herr Leopold Bachmayer ins Caféhaus und trat, als er hörte, dass Petroleum in Bremen für 46 Mark notierte und Fanto eine so großes Quantum zu 46 Gulden ab Wien verkauft habe, auf David Fanto zu und sagte „Fanto, Sie sind verrückt, wenn Sie zu diesem Preise verkaufen, denn bei 46 Mark ab Bremen stellt sich das Petroleum weit über 50 Gulden ab Wien.“ Und tatsächlich hat Wertheimer von diesem Quantum gleich 100 Barrels an Gustav Wagenmann zu 50 Gulden verkauft, während Bachmayer, der einige hundert Barrels hatte, nicht unter 51 Gulden verkaufen wollte. Am nächsten Tag übernahm Wertheimer die 600 Barrels; aber schon am folgenden Tag trat eine scharfe Baisse in Petroleum ein, so dass Fanto sehr glücklich war, das Geld für die abgelieferten 600 Fass erhalten zu haben. (..) So konnte sich David Fanto mit Ware zu viel billigeren Preisen eindecken. (..) David Fanto hatte demnach nicht nur an der Hausse für seine damaligen Verhältnisse ein schönes Stück Geld verdient, sondern machte dann auch beim Rückgang ein sehr gutes Geschäft. Dieser Gewinn bildete den Grundstein seines zukünftigen Vermögens.“

### Der Fanto-Konzern
Das Unternehmen von David Fanto wuchs allmählich, durch Alleinverkaufsrechte der produzierten Mengen ganzer Raffinerien in Böhmen sowie Importe aus Amerika erreichte der Umsatz bald mehreren Millionen Österreichische Gulden. Ein Ausmaß, in welchem „die Firma von keiner Firma Österreich-Ungarns in gleichem Anteil auch nur annähernd erreicht wurde. Auch in Deutschland gab es kein so ausgedehntes und verzweigtes Geschäft in Petroleum.“
Nachdem die Raffinerien in zunehmendem Maße direkt an die Abnehmer zu verkaufen begonnen hatten, beschloss David Fanto im Jahre 1888 eine eigene Raffinerie zu bauen. Die Wahl das Standortes fiel auf Pardubitz in Böhmen. Pardubitz war eine aufstrebende Industriestadt, verkehrstechnisch günstig an der Elbe gelegen und mit der Bahn sehr gut erreichbar. 1889 wurde daher die Pardubitzer Mineralölraffinerie gegründet. Anfangs gab es massiven Widerstand gegen den Bau der Fabrik, welcher schließlich solche Ausmaße annahm, dass er die Firma Fanto schließlich in der Existenz bedrohen sollte. Am Anfang wurde Öl aus dem Kaukasus importiert, später kaufte Fanto drei Schürfrechte bei Boryslavi in Galizien, später in Rumänien, Polen und sogar dem Nahen Osten. Das Rohöl wurde per Schiff auf der Donau und der Elbe oder mit der Bahn transportiert, die Firma Fanto besaß bald 14 eigene Schiffe zum Rohöltransport.
1892 gelang es dem kaiserl. Rat Wilhelm R. Huber den Österreichischen Petroleumverein zu gründen, aus welchem sich ein Petroleumkartell in Form einer Kontingentierung aller österreichisch-ungarischen Petroleumraffinerien entwickeln sollte. Im Jahr 1894 ergab sich für David Fanto durch seinen langjährigen Geschäftsfreund Josef Dub und dem Direktor der Anglobank, Guido Ellbogen die Gelegenheit des Erwerbes der Pachtrechte und der Förderanlagen der Fürstin Lubomirska zum Preis von einer Million Gulden. Die Option auf ihre galizische Domäne Schodnica gab es um eine weitere Million. Das Konsortium, welches diesem Geschäft nähertrat, bestand aus der Anglobank, den Herren Guido Ellbogen, Karl Morawitz, Max Hakler, Rudolf Kahler, von Ellissen, Josef Dub, dem Bankhaus M. L. Biedermann & Co. und der Firma Fanto. Die Fürstin wollte bei dem Geschäft auch mit einem Anteil beteiligt bleiben, was dazu führte, dass sie als erste Frau in Österreich in den Verwaltungsrat einer Aktiengesellschaft gewählt wurde. Bald wurde eine Dividende von 20 % ausgeschüttet. Der „Jacobschacht“ erlangte eine ungeheure Publizität, da er der reichste Eruptivschacht war, der bisher in Galizien erbohrt wurde. David Fanto blieb bis ins Jahr 1900 im Verwaltungsrat der Gesellschaft, schied jedoch aus diesem aus, als es zu keiner Einigkeit über die neuerliche Kartellgründung gab.
In der Folge erreichte das Unternehmen Fanto neue Länder wie die Schweiz, Deutschland und Frankreich und wurde zum größten Exporteur unter den österreichischen Erdöl-Raffinerien. Unter der Gesellschaft „Compagnie des Petroles Fanto“ wurden in rascher Folge in Paris, Rouen, Bordeaux und Dijon Niederlassungen und Fabriken errichtet. Das Rohöl wurde von Hamburg mit eigenen Lastkähnen zur Verarbeitung gebracht. Auch in Frankreich gab es ein Erdöl-Kartell, welches zu Recht die hohe Qualität und den Preis der Produkte aus Österreich-Ungarn fürchtete. Man bot David Fanto 1 Mio. Francs, um sich vom französischen Markt fernzuhalten, worauf dieser aber nicht einging. Frankreich besaß keine eigene Rohölförderung, jedoch eine große Raffinerieindustrie. Es wurde eine Art Kunstöl (wie ursprünglich auch in Österreich-Ungarn) aus Amerika und dem Kaukasus eingeführt und daraus Benzin und Petroleum raffiniert.
1907 wurde das Unternehmen unter der Führung der Bodencreditanstalt in die Aktiengesellschaft für Mineralöl-Industrie, vormals David Fanto & Comp. mit Sitz in Wien umgewandelt. Das Gründungskapital betrug stattliche 16 Millionen Kronen. Der Vizegouverneur der Bodencreditanstalt, Theodor Ritter von Taussig, wurde Verwaltungsratspräsident der neuen Gesellschaft. Er wollte der von der Familie Rothschild kontrollierten Creditanstalt in diesem Deal zuvorkommen, was ihm schließlich auch mit einem Ultimatum am 7. Juli 1907 gelang: David Fanto bekam von 12:00 bis 17:00 Zeit, dem Deal zuzustimmen. Fanto willigte ein, allerdings sehr zum Missfallen seines Bruders und Teilhabers Friedrich Fanto. Dieser weilte jedoch zu jener Zeit nicht in Wien und wurde nur mittels Telegramm davon in Kenntnis gesetzt. Im Verwaltungsrat der neuen Aktiengesellschaft saßen neben David Fanto auch seine Brüder Friedrich und Robert Fanto sowie sein Schwiegersohn Ernö Straßer.
Friedrich Fanto schied bereits 1912 aus dem Unternehmen aus. David Fanto wollte die Leitung des Firmenimperiums zu diesem Zeitpunkt an seinen einzigen Sohn Richard übergeben, dieser wollte das Unternehmen seines Vaters jedoch nicht übernehmen. Er wollte vielmehr ein „gelber Dragoner“, also Kavallerieoffizier in der k.u.k Armee werden, was ihm sein Vater unter großem Bedauern auch ermöglichte. Die anderen Familienmitglieder begnügten sich mit Aktienpaketen der Firma, so dass schließlich nur David Fanto als Spiritus rector und sein Neffe Dr. Robert Fanto als alleinige Vertreter der Familie in der Firmenleitung verblieben.

### Erster Weltkrieg
Während des Ersten Weltkrieges kamen etliche der Fanto-Tochterfirmen, wie beispielsweise jene in Frankreich, in die Hände des Feindes. Fabriken und Raffinieren wurden in Brand gesetzt und mangels ausreichender Kommunikationsmöglichkeiten waren deren Zustände oft über längere Zeit ungewiss. Trotzdem gelang es der Fanto AG, die Dividende jährlich zu erhöhen. Lag diese vor dem Krieg bei 7 %, so waren es für das Geschäftsjahr 1916/1917 schon 30 %. 1915 wurde das Kapital der Gesellschaft auf 24 Millionen Kronen erhöht. Der Preis von Rohöl lag vor dem Krieg bei unter 3 Kronen per 100 kg, 1917 jedoch bei 40 Kronen und 1918 schon bei 80 Kronen für 100 kg.
Die Familie Fanto traf in dieser Zeit gute geschäftliche Entscheidungen und wurde damit sehr wohlhabend, 1917/18 ließ David Fanto als repräsentativen Wohnsitz und Geschäftszentrale das Wiener Palais Fanto errichten. Der Eingang erfolgte über eine große weißgraue Prachtstiege, der hintere Teil des Palais ist über eine gelbe Marmorstiege erreichbar. Geplant wurde des Palais Fanto von den Architekten Alexander Neumann und Ernst Gotthilf-Miskolczy. Das Vermögen der Familie Fanto betrug im Jahre 1918 rund 50 Millionen Gulden, in Realitäten veranlagt, auf Konten sowie in Kriegsanleihen. Besitztümer der Familie waren neben dem Haus am Schwarzenbergplatz, das Schloss Pottenbrunn in Niederösterreich sowie zwei Zinshäuser in der Wiener Mariahilferstraße.

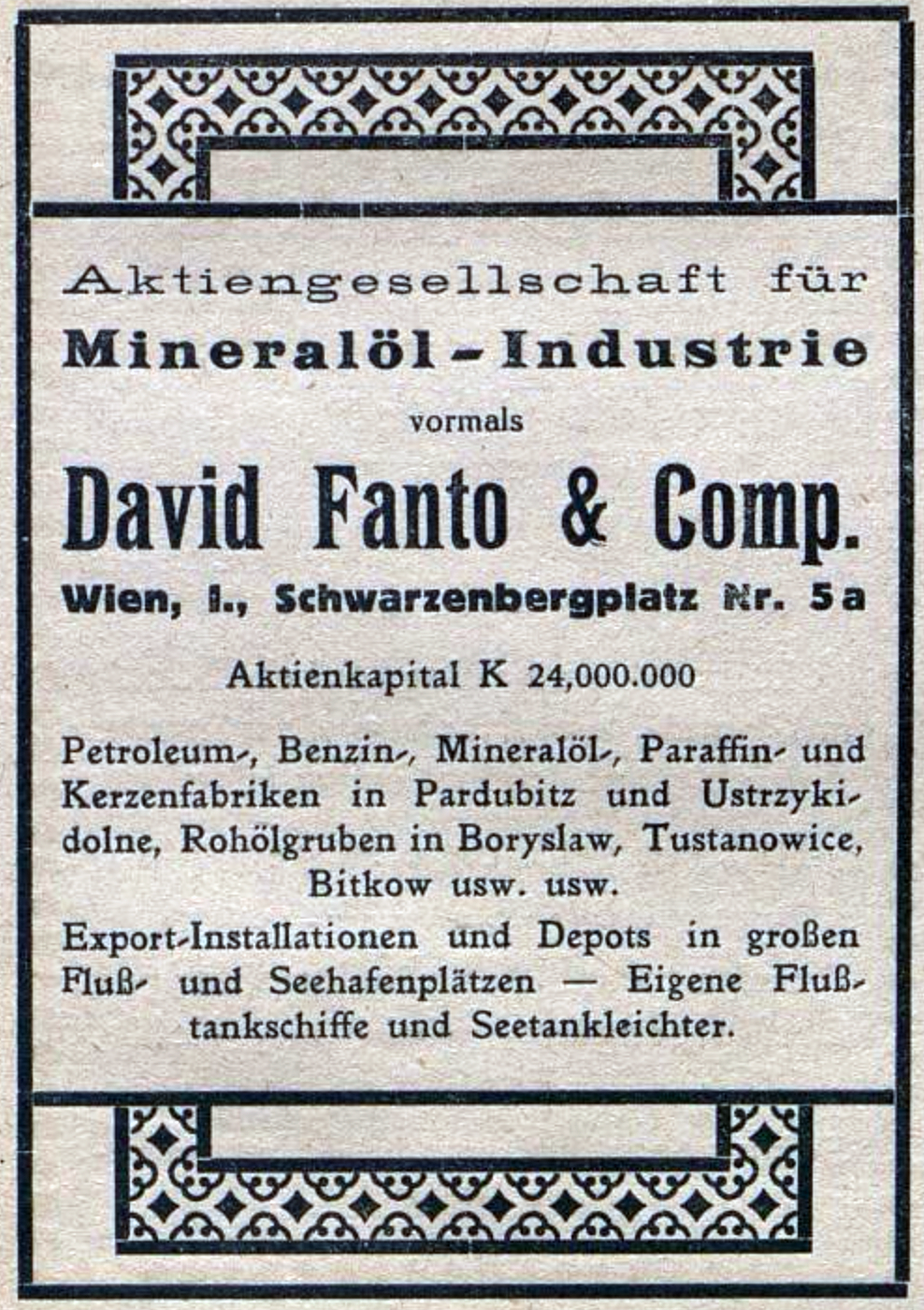
Werbeanzeige (1920)

### Zwischenkriegszeit, Niedergang und Arisierung
Der Untergang Österreich-Ungarns nach dem Ende des Ersten Weltkriegs sollte auch für die Fanto AG ein einschneidendes Ereignis werden, da sich die Ölquellen und Fabriken nun größten Teil im neu entstandenen Ausland befanden. 1918 wurde als Tochtergesellschaft im Deutschen Reich die Deutsche Fanto Mineralölindustrie GmbH mit Sitz in Hamburg gegründet. Im Jahre 1920 wurde als Holdinggesellschaft der einzelnen Fanto-Unternehmen die Société Réunies des Petroles Fanto S.A. in Genf gegründet, deren Kapital bis 1923 auf über 38 Millionen Schweizer Franken erhöht wurde.
Der Firmenpatriarch David Fanto verstarb am 27. Mai 1920 im Alter von 68 Jahren und wurde am Döblinger Friedhof beerdigt, am 29. August 1956 wurde er auf den Wiener Zentralfriedhof umgebettet. In der Folge konnte die Bodencreditanstalt unter ihrem Gouverneur Rudolf Sieghart mangels Interesse der Eignerfamilie ihren Einfluss auf das Unternehmen bedeutend ausbauen. Jedoch begann durch sinkende Fördermengen und die schwierige wirtschaftliche Situation nach dem Ende des Ersten Weltkriegs der langsame Niedergang des Unternehmens.

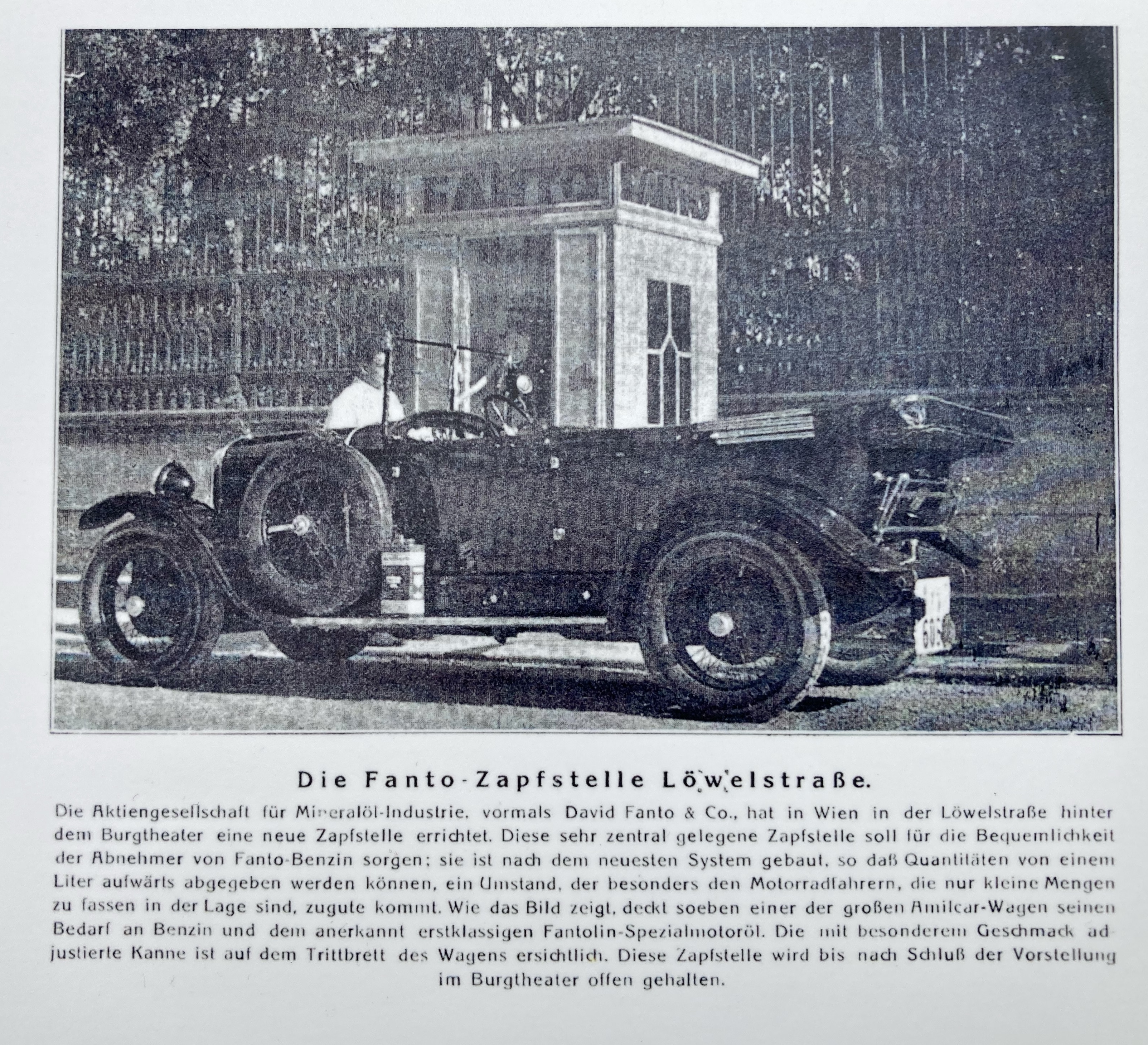
Die Fanto Zapfstelle Löwelstraße, 1927 eröffnet

#### Erste öffentliche Tankstellen in Wien
Am 12. Oktober 1925 wurde die erste öffentliche Zapfsäule Wiens am Währinger Gürtel durch Fanto Benzin eröffnet. Eine weitere, noch heute bekannte Zapfstelle hat die Aktiengesellschaft für Mineralöl-Industrie, vormals David Fanto & Comp. im Jahre 1927 in der Löwelstraße (hinter dem Burgtheater) eröffnet. Dort war auch das damals sehr beliebte Motoröl Fantolin erhältlich. Das Design der futuristischen Tankstellen wurde vom tschechischen Architekten Josef Gočár entworfen. Binnen kurzer Zeit dominierte Fanto mit seinen bald 30 Tankstellen das öffentliche Bild in Wien. Werbesujets für Fantolin-Motoröl zeigten das Palais Fanto am Schwarzenberg im Hintergrund.
Im Jahr 1927 stellte die Firma Petroleum, Benzin, Mineralöle, Paraffin und Kerzen her und betrieb insgesamt 94 Tankstellen in ganz Österreich.

#### Dominanz und Niedergang
In der Zwischenkriegszeit war die Fanto AG trotz wirtschaftlicher Schwierigkeiten mit ihren 38 Tochterfirmen der größte petrochemische Betrieb Österreichs. Der Schwerpunkt des Unternehmens verlagerte sich jedoch zunehmend in die Tschechoslowakei, wo sich in Pardubice nach wie vor das Hauptwerk der Firma befand.

Um auch in Österreich weiterhin eigenständig agieren zu können, erwarb die Fanto AG im Zuge der Übernahme der Austria Petroleum AG 1925 die Raffinerie Vösendorf nahe dem südlichen Stadtrand von Wien. Mit der ursprünglich 1922 in Amsterdam gegründeten Tochterfirma Continentale Motorschifffahrts A.G. (COMOS) besaß Fanto eine eigene Reederei auf der Donau, deren Fuhrpark zum größten Teil aus Tankern bestand. Durch die Donau-Öl-Tanklager GmbH besaß Fanto auch eigene Tanklager für sein Öl an den Wiener Donauhäfen in der Nähe des Winterhafens am Praterspitz. Jedoch schien es bereits zu dieser Zeit dem Unternehmen in Österreich wirtschaftlich nicht mehr gut zu gehen, im Jahr 1928 kolportierte die Presse einen (nicht zu Stande gekommenen) Verkauf des Tankstellengeschäftes der Fanto AG an die zu jener Zeit in Österreich fußfassende Shell. Um die zunehmenden Schulden abzubauen, entschloss sich der Fanto-Konzern im Jahre 1929 seine Beteiligungen in Polen – darunter auch das traditionsreiche Ölfeld in Boryslaw – um eine kolportiere Million Pfund Sterling an eine französische Gesellschaft zu verkaufen. Ebenfalls 1929 wurde das Palais Fanto, bis dahin Wohnsitz der Familie und Firmenzentrale, um drei Millionen Schilling an die Staatliche Spiritusstelle (später Österreichisches Branntweinmonopol) verkauft. David Fantos Tochter Lilly, zur damaligen Zeit eine bekannte Malerin, gab um 1929 ihre Wohnung im Palais Fanto mit allen darin befindlichen Kunstwerken auf und wanderte in die USA aus, wo sie bis zum Ende ihres Lebens in einer Fabrik auf Long Island arbeitete. Sie hinterließ zwei Söhne.

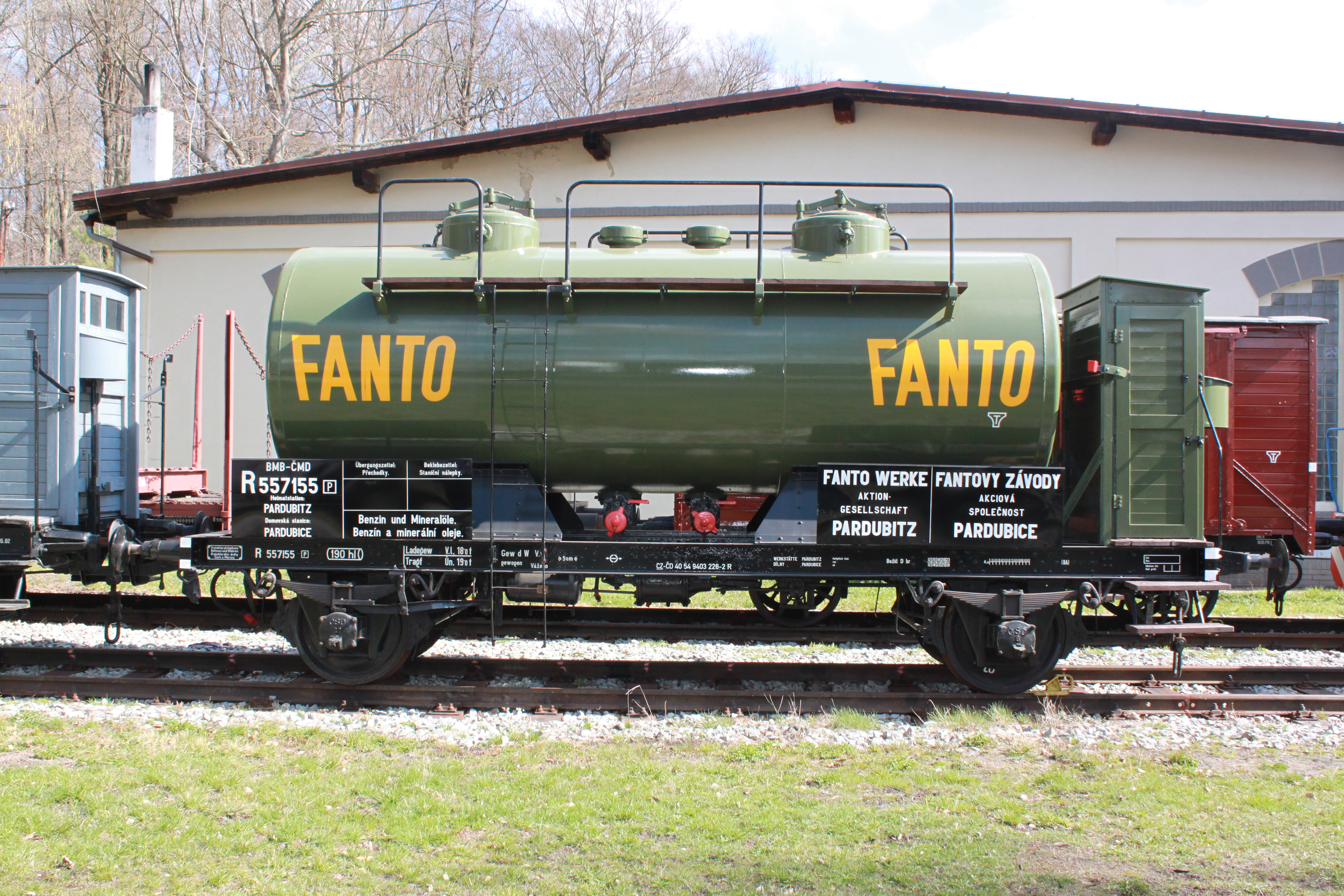
Kesselwagen der tschechoslowakischen Fanto AG aus den 1930er Jahren im Eisenbahnmuseum Luzna

Im Zuge des Zusammenbruchs der Credit-Anstalt nach der zwangsweisen Fusion mit der Bodencreditanstalt im Jahr 1933 geriet auch die Österreichische Fanto AG in wirtschaftliche Schwierigkeiten, die eine umfassende Sanierung des maroden Unternehmens erforderte. Aktien und Besitz in Österreich mussten in Folge bedeutend abgewertet werden. Die Wirtschaftskrise der 1930er Jahre schwächte das angeschlagene Unternehmen zusätzlich, so dass die Creditanstalt im Jahre 1936 den defizitären Fanto-Konzern um kolportierte 16 Millionen Schweizer Franken an die Mährische Bank in Brünn verkaufte. Dies geschah im Zuge der Konsolidierung der tschechoslowakischen petrochemischen Industrie unter staatlicher Führung, denn die tschechischen Fanto Werke AG in Prag waren im Gegensatz zum österreichischen Unternehmen eine nach wie vor sehr gut gehende und solide Firma. In der Presse wurden allerdings Stimmen laut, dass die Mährische Bank, welche damals zur Einflusssphäre des tschechischen Großindustriellen Viktor Stoupal gehörte, nur als Strohmann für die Vacuum Oil agierte. 1938 verfügte das Unternehmen über 800 Tankstellen in der Tschechoslowakei. Über die in Wien ansässige Tochterfirma Österreichische Fanto AG war der Konzern weiterhin in Österreich präsent.
Nach dem Anschluss Österreichs wurde die damalige Österreichische Fanto AG – welche zu dieser Zeit ein Aktienkapital von über 2,8 Millionen Schilling besaß – im Mai 1938 als vormals jüdisches Unternehmen arisiert und vom Benzolverband übernommen, welcher die ehemals bedeutende Firma noch im selben Jahr liquidierte. Während das Fanto Benzin-Tankstellennetz den Benzolverband-Marken Aral und Bevaulin angegliedert wurde, ging der Vertrieb von Mineralölen an die Derop AG über. Ähnlich verfuhr man mit dem tschechoslowakischen Fanto-Unternehmen nach der Zerschlagung der Tschechoslowakei 1939, das Prager Unternehmen wurde arisiert und stand fortan unter Führung der Deutschen Fanto Mineralölindustrie Ges. m. b. H.
Das ehemalige Tochterunternehmen Deutsche Fanto GmbH in Hamburg existierte bis 1964.

## Trivia
Die holländische Autorin Judith Fanto verarbeitete Teile der Familiengeschichte in ihrem 2020 erschienenen Roman Viktor.